# Max Nielsen

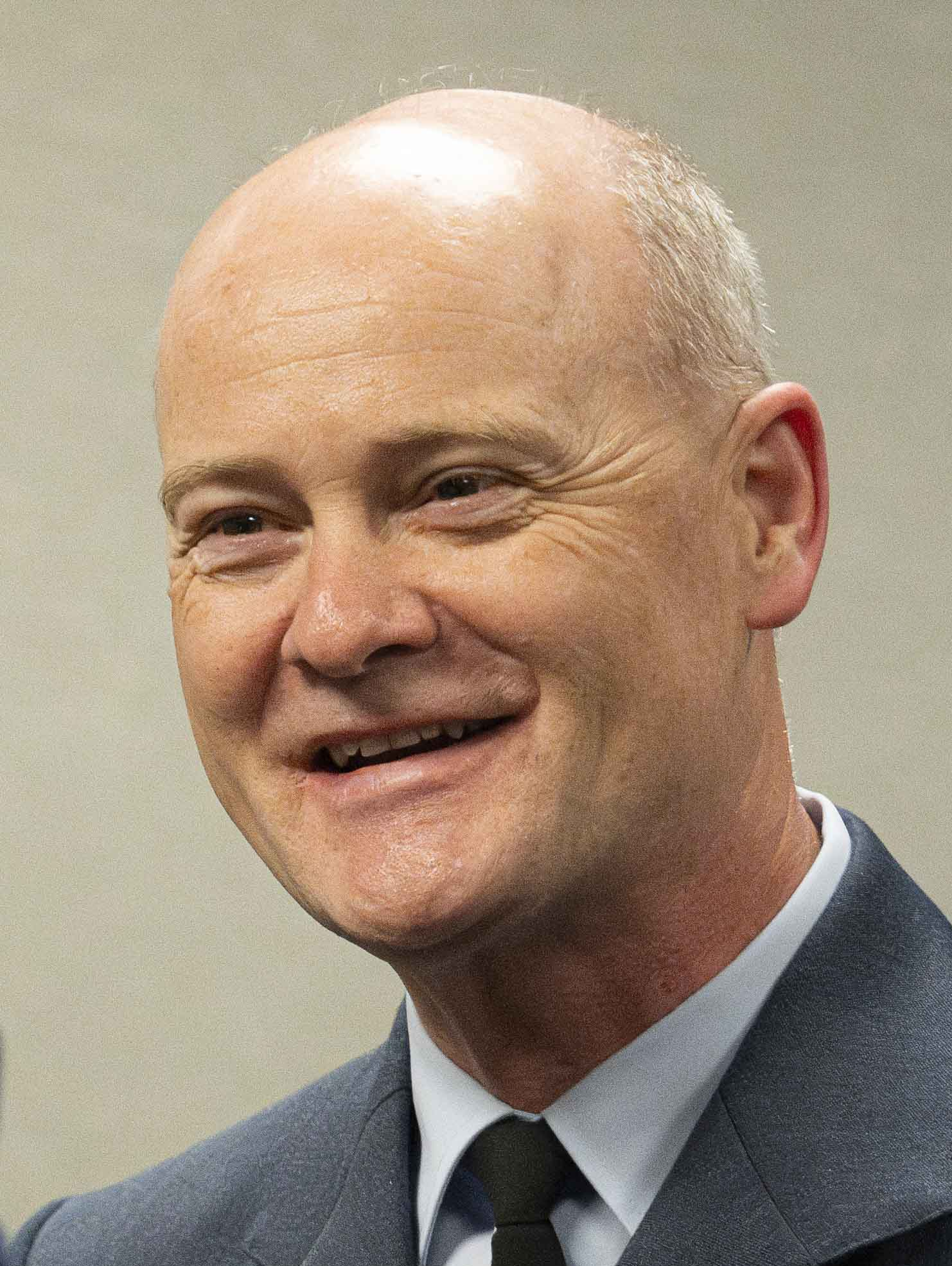
Max Nielsen, 2024

Max Arthur Lund Thorsø Nielsen (* 6. November 1963) ist ein dänischer Generalmajor und seit 2014 als Chef for Flyverstaben der Kommandeur der dänischen Luftstreitkräfte.

## Leben
Max Nielsen trat 1983 als Wehrdienstleistender in die dänischen Streitkräfte ein und war zunächst Kraftfahrer auf dem Stützpunkt Skrydstrup. Nach dem Unteroffizierlehrgang 1984 bis 1985 entschied sich Nielsen, Offizier zu werden, absolvierte seinen Offizierlehrgang von 1986 bis 1988 und wurde 1988 zum Leutnant befördert.
Im Anschluss wurde Nielsen als Radarleitoffizier ausgebildet und arbeitete in diesem Bereich bis 1992, unter anderem im Combined Air Operations Centre (CAOC) in Finderup. Danach wechselte er zum Flyvertaktisk Kommando, das sich mit der Entwicklung neuer Strategien für die Luftwaffe befasste, wo er bis 1998 verschiedene Dienstposten bekleidete. 2000 arbeitete er für kurze Zeit im Verteidigungsministerium als Büroleiter, 2001 bis 2002 war er stellvertretender Kommandeur der dänischen Offizierschule Flyvevåbnets Officersskole.
Nielsen war von 2002 bis 2005 Operationschef im Forsvarskommandoen, dem Kommando der Streitkräfte, und leitete im gleichen Jahr die NATO Training Mission in Bagdad. Zudem wurde er im gleichen Jahr zum Oberst befördert. Von 2008 bis 2011 und 2014 war er, zum Brigadegeneral befördert, erneut im Flyvertaktisk Kommando tätig, zuerst als Stabschef und zuletzt als Chef des Kommandos. Zwischen diesen Verwendungen vertrat er Dänemark bei der NATO als Stellvertreter des ständigen dänischen Vertreters bei der Organisation und danach als Adjutant des Präsidenten des NATO-Militärausschusses.
Im August 2014 wurde Nielsen zum Kommandeur der dänischen Streitkräfte ernannt. Zuvor war er bereits zum Generalmajor befördert worden.